# Anisozyga erymnodes
Anisozyga erymnodes är en fjärilsart som beskrevs av Turner 1910. Anisozyga erymnodes ingår i släktet Anisozyga och familjen mätare. Inga underarter finns listade i Catalogue of Life.